# FACC AG
Die FACC AG (ehemals Fischer Advanced Composite Components) ist ein österreichisches Unternehmen mit chinesischem Kernaktionär. Firmensitz des Unternehmens ist in Ried im Innkreis, Oberösterreich.

## Branche und Produktion
Als Technologiepartner der globalen Luftfahrtindustrie verbindet das Unternehmen die gesamte Wertschöpfungskette der Produktfertigung. FACC entwirft, entwickelt, fertigt, wartet und repariert Leichtbaukomponenten und -systeme für Luftfahrzeuge. Produziert werden Strukturelemente wie Flügel, Leitwerk und Rumpf-, Triebwerksteile und -verkleidungen sowie Flugzeuginnenausstattungen. Organisatorisch sind die Bereiche in drei Divisionen unterteilt, das Geschäftsfeld Aftermarket Service rundet die Leistungen durch Wartungs- und Serviceleistungen in allen Divisionen ab.
- Division Aerostructures: Leichtbaukomponenten in den Bereichen Rumpf, Flügel und Leitwerk
- Division Engines & Nacelles: Triebwerksteile und -verkleidungen
- Division Cabin Interiors: komplette Innenausstattung (floor to floor), wie z. B. Gepäckablagen, Deckenpaneele und Bordtoiletten
- Im Geschäftsfeld Aftermarket Services Wartungs-, Reparatur- und Entwicklungsdienstleistungen, sowie Modifikationen für alle Struktur- und Innenraumkomponenten

Zu den Kunden der FACC zählen alle führenden Flugzeug- und Triebwerkshersteller sowie Tier-1-Lieferanten der Flugzeughersteller: Airbus, Boeing, Airbus Helicopters, Aviation Partners, Bombardier, Comac, Dassault, Diehl, Embraer, Engine Alliance, Gulfstream, Hawker Beechcraft, Leonardo, Pratt & Whitney, Rolls-Royce, Safran, Collins Aerospace.
Im Geschäftsjahr 2022 erzielte FACC einen Jahresumsatz von 607 Mio. Euro und damit ein Umsatzwachstum von 22 Prozent zum Vorjahr 2021. Die Exportquote liegt bei 100 Prozent. Das Unternehmen notiert am Wiener Prime Market.

## Standorte und Mitarbeiter
FACC hat vier Fertigungswerke in Österreich, mit dem Hauptwerk (Werk 1) in Ried im Innkreis, zwei weitere in St. Martin im Innkreis und eines in Reichersberg, alle im Westen Oberösterreichs. Im September 2013 wurde das Technologiezentrum in St. Martin im Innkreis eröffnet und im Geschäftsjahr 2021 wurde das CoLT Testcenter eine 100 Prozent Tochter der FACC.
Weitere Niederlassungen sowie Kooperationspartner befinden sich in Wien, Jakovlje (Kroatien), Bratislava (Slowakei), Montreal (Kanada), Seattle (USA), Wichita (USA), Melbourne (Florida), Sao Paulo (Brasilien), Toulouse (Frankreich), Filton (Großbritannien), Hamburg (Deutschland), Abu Dhabi (Vereinigte Arabische Emirate), Pune (Indien), Zhenjiang (China), Shanghai (China), Kuala Lumpur (Malaysia) und in Bangalore (Indien). Weltweit beschäftigt FACC rund 3.000 Mitarbeiterinnen und Mitarbeiter aus 42 Nationen.

## Geschichte
1981 erforschte Fischer Ski neue Anwendungen der Faserverbundtechnologie und konnte erste Aufträge in der Luftfahrt gewinnen. Nach einem Großauftrag von McDonnell Douglas im Jahr 1987 und dem ersten Auftrag von Airbus 1989 folgte im selben Jahr die Ausgliederung der FACC aus dem Fischer-Konzern – die Fischer Advanced Composite Components GmbH entstand. 1991 beteiligte sich die österreichische Salinen AG (umbenannt in Salinen Austria AG) zu 50 Prozent an der FACC, 50 Prozent hielt weiterhin Fischer Sports.
Die Fischer-Anteile übernahm 2008 die ACC Kooperationen und Beteiligungen GmbH. Vorstandsvorsitzender Walter A. Stephan hielt Anteile über die Stephan GmbH. Die Beteiligungen verteilten sich damals wie folgt:
- ACC Kooperationen und Beteiligungen GmbH (48,125 Prozent)
- Österreichische Salinen AG (48,125 Prozent)
- Stephan GmbH (3,75 Prozent) (Vorstand)

## Aktionärsstruktur
Heute steht dem folgende Aktionärsstruktur gegenüber:
| Anteil  | Anteilseigner                                |
| ------- | -------------------------------------------- |
| 55,45 % | Aviation Industry Corporation of China, Ltd. |
| 32,86 % | Streubesitz                                  |
| 3,98 %  | Amundi S.A.                                  |
| 3,98 %  | JP Morgan Asset Management UK (LTD)          |
| 3,73 %  | Erste Asset Management GmbH                  |

Stand: 7. Juli 2023
Am 3. Dezember 2009 gab FACC offiziell bekannt, dass 91,25 Prozent vom chinesischen Flugzeugbauer Xi’an Aircraft Industrial Corporation (XAC) übernommen werden. Im Besitz der FACC blieben 5 Prozent des Unternehmens und 3,75 Prozent gehören weiterhin der Stephan GmbH. Seit dem Börsengang 2014 befinden sich 44,5 Prozent der Anteile an FACC im Streubesitz. Vorstandsvorsitzender war bis Mai 2016 Miteigentümer Walter A. Stephan, ihm folgte Robert Machtlinger interimistisch als CEO. Mit 13. Februar 2017 wurde Robert Machtlinger formell vom Aufsichtsrat als CEO bestätigt. Der Vorstand besteht aus Robert Machtlinger (CEO), Andreas Ockel (COO), Aleš Stárek (CFO) und Zhen Pang (CCO).
Anfang 2016 wurde FACC bei einer Cyberattacke um 50 Mio. Euro betrogen.
2018 erschließt FACC ein neues Geschäftsfeld „Aftermarket Services“ und ging mit EHang, einem chinesischen Technologieunternehmen für autonomes Fliegen, eine strategische Partnerschaft ein.
Im Geschäftsjahr 2020 verursachte die Covid-19-Pandemie einen globalen Einbruch der Wirtschaftsleistung. Einhergehend mit lokalen und internationalen Reisebeschränkungen waren der Flugverkehr und damit die Luftfahrtindustrie besonders stark betroffen. Zu Beginn der Pandemie im Frühjahr 2020 brach das globale Luftverkehrsaufkommen dramatisch um rund 80 Prozent ein. Im Geschäftsjahr 2020 erzielte der FACC-Konzern einen Umsatz von 526,9 Mio. EUR und verzeichnete damit einen Umsatzrückgang in Höhe von 126,2 Mio. EUR gegenüber dem Vorjahr (Rumpfgeschäftsjahr). Der deutliche Rückgang basiert insbesondere auf negativen Anpassungen von Bauraten bei allen für FACC wesentlichen Flugzeugprogrammen. Aufbauend auf den neuen Anforderungen des Luftfahrtmarkts hat FACC im Jahr 2020 ihre kurz- und mittelfristige Planung überarbeitet. Damit einhergehend wurden die strategische Ausrichtung des Konzerns neu bewertet und anhand der durchgeführten Analysen die FACC Roadmap 2030 entwickelt.